# Artur Ahmathuzin
Artur Kamilevici Ahmathuzin (în rusă Артур Камилевич Ахматхузин; n. 28 mai 1988, raionul Krasnokamsk, Bașchiria) este un scrimer rus specializat pe floretă, vicecampion mondial în 2013 și în 2015, campion european pe echipe și campion olimpic pe echipe în 2016.

## Carieră
A început să participe la competiții internaționale la Campionatul Mondial de cadeți din 2005 de la Linz, câștigând o medalia de bronz. În același an s-a alăturat lotului național de cadeți și de juniori, cu care a cucerit medalia de aur pe echipe la Campionatul Mondial de juniori din 2005 de la Linz, medalia de argint pe echipe la Campionatul European de juniori din 2007 de la Praha și medalia de bronz pe echipe la Campionatul Mondial de juniori din 2007 de la Belek.
La seniori a cucerit medalia de argint la Grand Prix-ul de la Venezia din 2012. A luat parte la Jocurile Olimpice de vară din 2012, dar a fost eliminat în tabloul de 16 de chinezul Ma Jianfei. În sezonul 2012-2013 a câștigat etapa de Cupa Mondială de la Coruña și a obținut o medalia de bronz la cea de la Tokyo. Clasat pe locul 6 înaintea Campionatului Mondial din 2013 de la Budapesta, a trecut în tabloul de 16 de vicecampionul olimpic Alaaeldin Abouelkassem, apoi de campionul olimpic Lei Sheng și de ucraineanul Rostîslav Herțîk. În finală a fost învins de americanul Miles Chamley-Watson și s-a mulțumit de argintul. A încheiat sezonul pe locul 3 în clasamentul mondial. Câteva săptămâni mai târziu a participat la World Combat Games din 2013 de la Sankt Petersburg. A pierdut în semifinală cu britanicul Richard Kruse și l-a întâlnit pe Chamley-Watson în „finala mică”. De data astă l-a învins pe americanul, cucerind medalia de bronz.
În sezonul 2013-2014 a ajuns în sferturi de finală la etapa de Cupa Mondială de la Paris. A pierdut cu francezul Enzo Lefort, accidentându-se în timpul meciului. Nu a putut să participe la proba pe echipe. Mai târziu a suferit o intervenție chirurgicală și a fost lăsat să se odihnească pentru întreg sezonul. S-a întors la circuitul competițional la începutul anului 2015 la Cupa Mondială de la Paris.
La Jocurile Olimpice de vară din 2016 a trecut de Chamley-Watson în turul întâi al probei individuale, apoi a pierdut cu un alt american, Alexander Massialas. În proba pe echipe, Rusia a învins succesiv Marea Britania și Statele Unite, apoi a întâlnit Franța în finala. Franța a luat rapid conducerea, cu 25–16 după patru reprize. În penultima repriză Franța a adus rezerva Jean-Paul Tony Helissey. Ahmathuzin l-a dominat clar cu scorul de 10-3, egalând la 37. În cele din urmă Rusia a câștigat întâlnirea cu scorul de 45-41, cucerind titlul olimpic.

## Viață personală
Este căsătorit cu florestista Iulia Rașidova. Împreună au un fiu, născut în iunie 2016.

## Palmares
Clasamentul la Cupa Mondială
| An  | 2007 | 2008 | 2009 | 2010 | 2011 | 2012 | 2013 | 2014 | 2015 | 2016 |
| --- | ---- | ---- | ---- | ---- | ---- | ---- | ---- | ---- | ---- | ---- |
| Loc | 232  | 242  | 64   | 96   | 80   | 15   | 3    | 115  | 13   | 63   |

## Legături externe
- en  Profil Arhivat în 6 august 2014, la Archive.is la Confederația Europeană de Scrimă
- ru  Profil la Federația Rusă de Scrimă